# Miquel Mas Ferrà
Miquel Mas Ferrà (Palma, Mallorca, 1950) és un escriptor mallorquí.
Treballa en una entitat bancària. Ha col·laborat a les publicacions Cort, Diario de Mallorca, Última Hora i Diari de Balears. La seva poesia és influïda per Rainer Maria Rilke, Arthur Rimbaud i Paul Verlaine. És membre de l'AELC.

## Obres

### Poesia
- Mediterrània, un cel esquinçat (1985)

### Narrativa
- Massa temps amb els ulls tancats (1976), premi Joan Ballester de Narrativa
- L'àngel blau (1991)
- L'ocell del paradís (1992)
- Camí de palau (1996), (Premi Andròmina de narrativa, 1995)
- La Rosa d'hivern (1998) (finalista Premi Sant Jordi)
- Riberes de plata (2004)
- El cel dins la memòria (2007), (premi Ciutat de Palma)
- Llums de tardor (El Gall editor, 2017)